# خرت استخمانس
خرت استخمانس (انگلیسی: Gert Steegmans؛ زادهٔ ۳۰ سپتامبر ۱۹۸۰) دوچرخه‌سوار اهل بلژیک است.
از باشگاه‌هایی که در آن بازی کرده‌است می‌توان به تیم لوتو–سودال، تیم کوئیک‌استپ فلورز، و تیم کاتیوشا–آلپتسین، تیم ریدیوشک، تیم کوئیک‌استپ فلورز، و تیم ترک-سگافردو اشاره کرد.